# Fagersanna
Fagersanna est une localité de la commune de Tibro dans le comté de Västra Götaland en Suède.
Sa population était de 684 habitants en 2019.